# Discomorpha seckyi
Discomorpha seckyi is een keversoort uit de familie bladkevers (Chrysomelidae). De wetenschappelijke naam van de soort werd in 2001 gepubliceerd door Borowiec.